# Pratt & Whitney R-1830
Pratt & Whitney R-1830 Twin Wasp – amerykański gwiazdowy silnik lotniczy tłokowy, używany w wielu samolotach lat 30. i 40. XX wieku.
Silnik produkowany był w dwóch podstawowych wersjach „R-1830-64” o mocy 900 KM (671 kW) oraz „R-1830-86” o mocy 1200 KM (895 kW). Silnik bardzo popularny z uwagi na dobre wyrównoważenie pracy, niezawodność, trwałość, niedużą średnicę zewnętrzną (łatwość zabudowy w samolotach jednosilnikowych). Najliczniej wyprodukowany i najpopularniejszy silnik lotniczy na świecie, do 1951 roku wyprodukowany w liczbie 173 618 egzemplarzy, używane m.in. w pasażerskim Douglas DC-3 oraz wojskowych Consolidated B-24 Liberator, Grumman F4F Wildcat, Curtiss P-36 Hawk i Vickers Wellington.

## Budowa
Silnik gwiazdowy, 14-cylindrowy, zbudowany w układzie podwójnej gwiazdy, chłodzony powietrzem z mechaniczną jednostopniową sprężarką promieniową.

## Zastosowanie
Używany w następujących konstrukcjach lotniczych:
- Bristol Beaufort
- Bloch MB.176
- Commonwealth CA-12 Boomerang
- CAC Woomera
- Burnelli CBY-3
- Consolidated B-24 Liberator
- Consolidated PBY Catalina
- Consolidated PB2Y Coronado
- Consolidated PB4Y Privateer
- Curtiss P-36 Hawk
- Douglas C-47 Skytrain
- Douglas DB-7 (wczesne wersje)
- Douglas TBD Devastator
- FFVS J22
- Grumman F4F Wildcat
- Lioré et Olivier LeO 453
- Martin Maryland
- Republic P-43 Lancer
- Saab 18
- Short Sunderland MK V
- Seversky P-35
- VL Myrsky
- Vultee P-66 Vanguard